# ۵۶۱ (خورشیدی)
۵۶۱ پانصد و شصت و یکمین سال هجری خورشیدی است.